# Krzysztof (prawosławny patriarcha Antiochii)
Krzysztof – chalcedoński patriarcha Antiochii w latach 960–966.